# Гуты (Сумская область)
Гу́ты (укр. Гути) — село,
Кузьковский сельский совет,
Конотопский район,
Сумская область,
Украина.
Код КОАТУУ — 5922085002. Население по переписи 2001 года составляло 376 человек.

## Географическое положение
Село Гуты находится около большого лесного массива урочище Голобородовская Дача (урочище) (сосна) в 2,5 от левого берега реки Канава Новая Косова.
На расстоянии в 1,5 км расположено село Кузьки.

## Происхождение названия
На территории Украины 3 населённых пункта с названием Гуты.

## История
- Село Гуты возникло в XVII веке.
- Село было в составе Подлипенской волости Конотопского уезда Черниговской губернии. В селе Гуты была Николаевская церковь[2].

## Объекты социальной сферы
- Школа І—ІІ.